# Gurak
Gurak fue un señor sogdiano de Asia Central en la época de la conquista musulmana de Transoxiana. Llegó a rey de Samarcanda en el 710, cuando la población de la ciudad derrocó a su predecesor, Tarjún, debido a que este era promusulmán. El gobernador omeya, Qutaiba ibn Muslim, atacó la ciudad, pero finalmente terminó por aceptar a Gurak como señor de la población. Gurak fue un gobernante cauto e inteligente, y logró conservar el trono mediante alianzas cambiantes entre musulmanes y turgueses. Recuperó la ciudad tras la pírrica victoria musulmana en la batalla del Desfidero del 731, y mantuvo una cuasi independencia que mantuvo hasta su muerte hasta el 737 o el 738. Entonces sus dominios se dividieron entre sus parientes (que se conocen por las fuentes chinas): Tu-ho, antes príncipe de Kabudhán, recibió Samarcanda; Me-chu'o, Mayamurgh; y un tal Ko-lopu-lo, rey de Ishtiján en el 742, quizá sea Afarun, hermano de Gurak.